# هیلن
هیلن (به هلندی: Haelen) یک منطقهٔ مسکونی در هلند است که در لئودال واقع شده‌است. هیلن ۴٬۲۹۷ نفر جمعیت دارد.